# 鋼盔 (電視劇)
《鋼盔》為於2022年7月6日至9月14日在日本富士電視台「水10」時段（22:00 - 22:54 JST）播出的電視連續劇，由町田啓太主演。
台灣由KKTV、中華電信MOD、Hami Video於7月7日起跟播。

## 演員列表

### 主要人物
- 國生宙〈28〉：町田啓太（劇團EXILE）[1]

陸上自衛隊自衛官候補生。候補生訓練結束後，分配到第一志願的普通科。現為二等陸士（二等兵）。
- 馬場良成〈24〉：佐野勇斗[2]

陸上自衛隊自衛官候補生。曾是公司職員，因某日在街上看到自衛隊音樂隊的表演，而決定加入自衛隊。候補生訓練結束後，分配到普通科。第一志願是音樂科，但因進入機率太低放棄了。現為二等陸士（二等兵）。
- 櫻間冬美〈28〉：白石麻衣[3]

二等陸尉（中尉）。防衛大學畢業的菁英自衛官。擔任宙等人的教官。候補生訓練結束後，晉升為一等陸尉（上尉），並成為宙與良成的長官。
- 八女純一〈50〉：北村一輝[4]

三等陸佐（少校）。陸上自衛隊東部方面北東京駐屯地教育隊中隊長。

### 第一部
- 荒井龍次〈25〉：佐藤寬太[3]（劇團EXILE）

陸上自衛隊自衛官候補生。曾是不良少年。候補生訓練結束後，分配到第一志願的高射特科。
- 丸山榮一〈28〉：時任勇氣[3]

陸上自衛隊自衛官候補生。槍械迷。候補生訓練結束後，分配到第一志願的裝甲科。
- 武藤一哉〈19〉：一之瀨颯[3]

性格孤辟的陸上自衛隊自衛官候補生。候補生訓練結束後，分配到第一志願的衛生科。
- 渡邊淳史〈26〉：坂口涼太郎[3]

曾是搞笑藝人的陸上自衛隊自衛官候補生。候補生訓練結束後，分配到第一志願的需品科。
- 小倉靖男〈22〉：池田永吉[3]

陸上自衛隊自衛官候補生。曾經以成為小說家為目標。候補生訓練結束後，分配到第一志願的會計科。
- 西健太〈18〉：藤岡真威人[3]

出身於自衛官家族的陸上自衛隊自衛官候補生。候補生中最年少者。候補生訓練結束後，分配到第一志願的野戰特科。

### 第二部
- 風間速人：工藤阿須加[3]

陸上自衛隊員、三等陸曹（下士）。酷系帥哥，很受歡迎。
- 金子慎也：桐山漣[3]

陸上自衛隊員、士長（上等兵）→三等陸曹（下士）。喜歡賭博。由於債務的關係，妻子與他離婚，有一女兒，撫養權在前妻那。
- 大木隆之：久保田悠來[3]

陸上自衛隊員、一等陸曹（上士）。是宙與良成所屬部隊班長。很會喝酒、肌肉狂，對女性不擅長相處、單身，是一位讓隊員信賴的班長。
- 野村晴樹：結木滉星[3]

陸上自衛隊員、士長（上等兵）。擁有優秀的頭腦。是除了宙與良成之外，年紀最小的。
- 芝山勝也：水澤林太郎[3]

曾是滑板項目的奧運有力候補選手，但在事故避難時，因為宙的錯誤引導而造成腳骨折重傷，下次的比賽也無法參加。

### 其他人物
- 三輪早苗：山口香織里

宙的母親。一個人把宙養大，在宙高中時，懷了當時正在交往中的公平的孩子而再婚。
- 三輪公平：小林博

早苗的再婚對象、宙的繼父。
- 三輪茜：田中絆菜

早苗與公平的獨生女。
- 神宮寺一成：緋田康人

二等陸佐（中校）。陸上自衛隊東部方面北東京駐屯地教育隊大隊長。八女的上司。

## 製作人員
- 劇本：本田隆朗、關惠理香、諸橋隼人
- 導演：石川淳一（共同電視台）、根本和政
- 主題曲：GENERATIONS from EXILE TRIBE（rhythm zone）
- 配樂：福廣秀一朗
- 動作指導：小倉敏博
- 企劃：渡邊恒也、江花松樹、栗原美和子（共同電視台）
- 製作人：山崎淳子（共同電視台）、栗原美和子（共同電視台）
- 特別協力：防衛省、陸上自衛隊
- 制作協力：共同電視台
- 制作著作：富士電視台

## 播出日程
- 第1話加長15分鐘（22:00 - 23:09）。
- 第4話因電視台於19:00 - 21:14轉播「東亞足球錦標賽2022 」男子第3戰（日本×韓國），因而後續節目延後20分鐘，播放時間為22:20 - 23:14。

| 部                                                                        | 集數   | 播出日期 | 標題 | 編劇     | 導演     | 收視率 |
| ------------------------------------------------------------------------- | ------ | -------- | ---- | -------- | -------- | ------ |
| 第一部                                                                    | 第1話  | 7月06日  |      | 本田隆朗 | 石川淳一 | 7.6%   |
| 第一部                                                                    | 第2話  | 7月13日  |      | 本田隆朗 | 石川淳一 | 5.6%   |
| 第一部                                                                    | 第3話  | 7月20日  |      | 關惠理香 | 根本和政 | 4.7%   |
| 第一部                                                                    | 第4話  | 7月27日  |      | 本田隆朗 | 根本和政 | 4.0%   |
| 第一部                                                                    | 第5話  | 8月03日  |      | 關惠理香 | 都築淳一 | 4.7%   |
| 第一部                                                                    | 第6話  | 8月10日  |      | 本田隆朗 | 石川淳一 | 4.2%   |
| 第二部                                                                    | 第7話  | 8月17日  |      | 關惠理香 | 石川淳一 | 4.2%   |
| 第二部                                                                    | 第8話  | 8月24日  |      | 諸橋隼人 | 根本和政 | 4.6%   |
| 第二部                                                                    | 第9話  | 8月31日  |      | 關惠理香 | 北坊信一 | 4.1%   |
| 第二部                                                                    | 第10話 | 9月07日  |      | 本田隆朗 | 根本和政 | 4.3%   |
| 第二部                                                                    | 最終話 | 9月14日  |      | 關惠理香 | 石川淳一 | 4.8%   |
| 平均收視率 4.8%（收視率由Video Research調查關東地區、家戶的即時統計資料） |        |          |      |          |          |        |

## 外部連結
- 官方网站（日語）
- 電視劇的X（前Twitter）（日語）
- 電視劇的Instagram帳戶（日語）

| 富士電視台 週三晚間十點連續劇      | 富士電視台 週三晚間十點連續劇                  | 富士電視台 週三晚間十點連續劇 |
| ---------------------------------- | ---------------------------------------------- | ----------------------------- |
|                                    | 鋼盔 （2022年7月6日－9月14日）                 |                               |
| 難破MG5 （2022年4月13日－6月22日） | 為親愛的我致上殺意 （2022年10月5日－11月30日） |                               |

| 臺灣 緯來日本台 每週一至五 22:00-23:00           | 臺灣 緯來日本台 每週一至五 22:00-23:00   | 臺灣 緯來日本台 每週一至五 22:00-23:00 |
| ------------------------------------------------ | ---------------------------------------- | -------------------------------------- |
|                                                  | 鋼盔男兒 （2022年10月24日－11月7日）     |                                        |
| 女警執勤中 （重播） （2022年10月11日－10月21日） | 科學破案先生 （2022年11月8日－11月29日） |                                        |